# Lygodactylus bernardi
Lygodactylus bernardi är en ödleart som beskrevs av  Vivian William Maynard Fitzsimons 1958. Lygodactylus bernardi ingår i släktet Lygodactylus och familjen geckoödlor.

## Underarter
Arten delas in i följande underarter:
- L. b. bonsi
- L. b. bernardi